# 146
146. је била проста година.

## Догађаји
- Фаустина Млађа добија титулу Августа и постаје римска царица.
- Марко Аурелије добија тутулу империјум проконзула.
- Хан Хуанди је наследио Хан Зхидија на месту цара кинеске династије Хан.